# Sonia Ben Ammar
Sonia Ben Ammar (París, 19 de febrero de 1999), también acreditada como Sonia Ammar, es una modelo, cantante y actriz franco-tunecina que firmó con IMG Models. Ha aparecido en varias portadas de revistas, incluidas Vanity Fair y L'Officiel.
Ben Ammar lanzó su extended play debut Sonia (2019) con reseñas positivas de los críticos. Interpretó el papel de Liv McKenzie en la película de terror Scream (2022).

## Primeros años
Sonia Ben Ammar nació en París, Francia, el 19 de febrero de 1999. Es hija del famoso productor de cine tunecino Tarak Ben Ammar y de la actriz Beata (née Sonczuk). Su madre es de ascendencia polaca, mientras que su padre, nacido en Túnez, es de ascendencia paterna bereber y materna corsa. Fue criado como musulmán; su propia madre se convirtió al Islam desde el catolicismo. Su tía abuela paterna (hermana del abuelo paterno) Wassila Ben Ammar era la esposa del primer presidente de Túnez, Habib Bourguiba.
Se graduó de la Escuela Americana de París y comenzó a asistir a la Universidad del Sur de California en el otoño de 2017.

## Carrera
En 2012, Ben Ammar hizo su debut actoral en un papel en el musical teatral 1789: Les Amants de la Bastille. En 2013 apareció en la película Jappeloup.
En 2016, firmó con IMG Models y desde entonces ha modelado para Dolce & Gabbana, Miu Miu, Carolina Herrera, Topshop, Nina Ricci y Chanel. También ha aparecido en revistas como Vanity Fair, Harper's Bazaar Arabia, Love y L'Officiel.
Ben Ammar hizo su debut musical como artista destacada en la canción "Creation Come Alive" de Petit Biscuit en 2017. Dos años más tarde, Ben Ammar lanzó su sencillo debut "Joyride", que sirvió como tema principal de su extended play debut, Sonia, que se lanzó en noviembre de 2019 y obtuvo críticas positivas de los críticos. La revista Paper escribió que ella "encajaba muy bien en la escena del pop oscuro" y la comparó con gente como Halsey y Banks.
En septiembre de 2020, se anunció que Ben Ammar interpretaría a Liv McKenzie en el quinto largometraje de Scream (2022), que fue dirigido por Matt Bettinelli-Olpin y Tyler Gillett.

## Filmografía

### Película
| Año  | Título          | Papel                   | Notas                         |
| ---- | --------------- | ----------------------- | ----------------------------- |
| 2013 | Jappeloup       | Raphaëlle Dalio (young) |                               |
| 2022 | Scream          | Liv McKenzie            | También en el doblaje francés |
| 2023 | The Equalizer 3 | Chiara Bonucci          | [ 23 ]                        |

### Teatro
| Año       | Título                          | Papel               | Lugar             |
| --------- | ------------------------------- | ------------------- | ----------------- |
| 2012–2013 | 1789: Les Amants de la Bastille | Reparto / Charlotte | Palais des Sports |

## Discografía

### Extended plays
| Título | Detalles                                                                                                |
| ------ | --- |
| Sonia  | - Lanzado: 8 de noviembre de 2019 - Discográfica: independiente - Formatos: Descarga digital, streaming |

### Sencillos
| Título         | Año  | Álbum |
| -------------- | ---- | ----- |
| "Joyride"      | 2019 | Sonia |
| "Games"        | 2019 | Sonia |
| "I Don't Know" | 2019 | Sonia |

#### Como artista invitada
| Título                                                | Año  | Álbum       |
| ----------------------------------------------------- | ---- | ----------- |
| "By My Side" (Black Atlass featuring Sonia Ben Ammar) | 2020 | Dream Awake |

### Otras apariciones
| Título                                                          | Año  | Álbum    |
| --------------------------------------------------------------- | ---- | -------- |
| "Creation Come Alive" (Petit Biscuit featuring Sonia Ben Ammar) | 2017 | Presence |